# Liste der Schiffe der United States Navy/K

## K
- USS K-1 (SS-32)
- USS K-2 (SS-33)
- USS K-3 (SS-34)
- USS K-4 (SS-35)
- USS K-5 (SS-36)
- USS K-6 (SS-37)
- USS K-7 (SS-38)
- USS K-8 (SS-39)
- USS K. I. Luckenbach (1917)

## Ka
- USS Kabout (YTB-221)
- USS Kadasahan Bay (CVE-76)
- USS Kailua (IX-71)
- USS Kaiser Wilhelm II (ID 3004)
- USS Kaiserin Auguste Victoria (1905)
- USS Kaita Bay (CVE-78)
- USS Kajeruna (SP-389)
- USS Kalamazoo (1863, AOR-6)
- USS Kalinin Bay (CVE-68)
- USS Kalispell (YTB-784)
- USS Kalk (DD-170, DD-611)
- USS Kalmia (1863, AT-23, ATA-184)
- USS Kaloli (AOG-13)
- USS Kamehameha (SSBN-642)
- USS Kamesit (1919)
- USS Kamishak (AVP-44)
- USS Kanaka (YT-151)
- USS Kanalku Bay (CVE-77)
- USS Kanawha (1861, 1896, AO-1, AO-196)
- USS Kanawha II (SP-130)
- USS Kane (APD-18, AGS-27)
- USS Kane County (LST-853)
- USS Kangaroo (SP-1284, IX-121)
- USS Kanised (SP-439)
- USS Kankakee (AO-39)
- USS Kansas (1863, BB-21)
- USS Kansas City (CA-128, AOR-3)
- USS Kapvik (YO-155)
- USS Karibou (SP-200)
- USS Karin (AF-33)
- USS Karnes (APA-175)
- USS Kasaan Bay (CVE-69)
- USS Kaskaskia (AO-27)
- USS Kasota (YTB-222)
- USS Katahdin (1861, 1893)
- USS Kate (1864)
- USS Katherine (SP-715)
- USS Katherine K. (SP-220)
- USS Katherine W. Cullen (1903)
- USS Kathrich II (SP-148)
- USS Katie (SP-660)
- USS Katlian (YN-48)
- USS Katrina (SP-1144)
- USS Katrina Luckenbach (1918)
- USS Katydid (SP-95)
- USS Kauffman (FFG-59)
- USS Kaukauna (YTM-749)
- USS Kaula (AG-33)
- USS Kaweah (AO-15)
- USS Kawishiwi (AO-146)

## Ke
- USS Kearny (DD-432)
- USS Kearsarge (1862, BB-5, CV-12, CV-33, LHD-3)
- USS Keats (DE-278)
- USS Keith (DE-241)
- USS Kellar (AGS-25)
- USS Kelso (PC-1170)
- USS Kemah (SP-415)
- USS Kemper County (LST-854)
- USS Kempthorne (DE-279)
- USS Kendall C. Campbell (DE-443)
- USS Kendrick (DD-612)
- USS Kenmore (AP-162)
- USS Kennebago (AO-81)
- USS Kennebec (1861, AO-36)
- USS Kennedy (DD-306)
- USS Kennesaw (YTB-255)
- USS Kenneth D. Bailey (DD-713)
- USS Kenneth L. McNeal (SP-333)
- USS Kenneth M. Willett (DE-354)
- USS Kenneth Whiting (AV-14)
- USS Kennison (DD-138)
- USS Kenosha (AK-190)
- USS Kensington (1861, 1862)
- USS Kent (AP-28)
- USS Kent County (LST-855)
- USS Kent Island (AG-78)
- USS Kenton (APA-122)
- USS Kentuckian (SP-1544)
- USS Kentucky (1862, BB-6, SSBN-737)
- USS Kenwood (1863, IX-179)
- USS Keokuk (1862, CMC-6, YTB-771)
- USS Keosanqua (AT-38, ATA-198)
- USS Kephart (DE-207/APD-61)
- USS Keppler (DD-765)
- USS Keresan (1912)
- USS Keresaspa (1903)
- USS Kerkenna (1900)
- USS Kerlew (1906)
- USS Kermanshah (1910)
- USS Kermit Roosevelt (ARG-16)
- USS Kermoor (1907)
- USS Kern (AOG-2)
- USS Kerowlee (1901)
- USS Kerrville (PC-597)
- USS Kershaw (LPA-176)
- USS Kerstin (AF-34)
- USS Kerwood (1911)
- USS Keshena (YN-37)
- USS Kestrel (AMC-5, AMCU-26)
- USS Kestrel II (SP-529)
- USS Kete (SS-369)
- USS Kewaunee (PC-1178, YTM-752)
- USS Kewaydin (AT-24)
- USS Keweenaw (CVE-44)
- USS Key (DE-348)
- USS Key West (1862, PF-17, SSN-722)
- USS Keyport (YF-885)
- USS Keystone State (1853, ACS-1)
- USS Keywadin (1869, ATA-213)

## Kh-Ki
- USS Khedive (CVE-39)
- USS Khirirat (PF-108)
- USS Kiamichi (AOG-73)
- USS Kiasutha (YT-463)
- USS Kickapoo (1864)
- USS Kidd (DD-661, DDG-993, DDG-100)
- USS Kidder (DD-319)
- USS Kilauea (AE-26)
- USS Killarney (SP-219)
- USS Killdeer (AMC-21)
- USS Killen (DD-593)
- USS Killerig (1918)
- R/V Kilo Moana (AGOR-26)
- USS Kilty (DD-137)
- USS Kimberly (DD-80, DD-521)
- USS Kineo (1861, AT-39)
- USS King (DD-242, DDG-41)
- USS King County (LST-857)
- USS King Philip (1845)
- USS Kingbird (AMC-56, MSC-194)
- USS Kingfish (SS-234)
- USS Kingfisher (1861, SP-76, MHC-56)
- USS Kingman (APB-47)
- USS Kingsbury (LPA-177)
- USS Kingsmill (DE-280)
- USS Kingsport (T-AG-164)
- USS Kingsport Victory (T-AK-239)
- USS Kinkaid (DD-965)
- USS Kinsman (1854)
- USS Kinzer (APD-91)
- USS Kiowa (SP-711, SP-1842, ATF-72)
- USS Kirk (FF-1087)
- USS Kirkpatrick (DER-318)
- USS Kirwin (APD-90)
- USS Kishwaukee (AOG-9)
- USS Kiska (AE-35)
- USS Kite (AM-75, MSCO-22)
- USS Kitkun Bay (CVE-71)
- USS Kittanning (YTB-787)
- USS Kittatinny (1861)
- USS Kittaton (YTB-406)
- USS Kittery (AK-2, PC-1201)
- USS Kittiwake (ASR-13)
- USS Kittson (APA-123)
- USS Kitty Hawk (APV-1, CV-63)

## Kl-Ko
- USS Klakring (FFG-42)
- USS Klamath (1865)
- USS Klaskanine (AOG-63)
- USS Kleinsmith (DE-376, APD-134)
- USS Klickitat (AOG-64)
- USS Kline (APD-120)
- USS Klondike (AR-22)
- USS Knapp (DD-653)
- USS Knave (AM-256)
- USS Knickerbocker (SP-479)
- USS Knight (DD-633)
- RV Knorr (AGOR-15)
- USS Knox (APA-46)
- USS Knox (FF-1052)
- USS Knox Victory (AGM-7)
- USS Knoxville (PF-64)
- USS Knudson (LPR-101)
- USS Kochab (AKS-6)
- USS Kodiak (LSM-161, YF-866)
- USS Koelsch (FF-1049)
- USS Kohi (YAG-27)
- USS Koiner (DE-331)
- USS Koka (1865, AT-31, ATA-185)
- USS Koningen Der Nederlanden (1911)
- USS Kopara (AK-62)
- USS Kosciusko (1858)

## Kr-Ky
- USS Kraken (SS-370)
- USS Kretchmer (DER-329)
- USS Krishna (ARL-38)
- USS Kroonland (ID-1541)
- USS Kukui (1917)
- USS Kula Gulf (CVE-108)
- USS Kumigan (SP-97)
- USS Kuwana II (SP-594)
- USS Kwajalein (CVE-98)
- USS Kwasind (SP-1233)
- USS Kyne (DE-744)